# Shant Sargsyan
Shant Sargsyan (Erevan, 27 gennaio 2002) è uno scacchista armeno, Grande Maestro.
Nella lista FIDE del 1º aprile 2020 ha 2594 punti Elo (14° in Armenia e 3º al mondo nella fascia d'età U18).

## Principali risultati
In ottobre 2018 vince a Porto Carras con 9 /11 il Campionato del mondo giovanile U16.
Ottiene la prima norma di Grande Maestro in gennaio 2018 nel 79º campionato armeno "First League" di Erevan (5,5 punti su 10); la seconda norma in marzo 2018 nel campionato europeo individuale di Batumi (6,5 su 11); la terza norma in febbraio 2019 
nell'Open Aeroflot di Mosca (4,5 su 9).
In giugno 2019 la FIDE gli assegna ufficialmente il titolo di Grande Maestro.
Altri risultati di rilievo:
- In agosto 2019 vince a Erevan l'80º campionato armeno "1st League" con 11 su 13.[3]

- In dicembre 2019 è pari 1°-3° con 7 /9 nel Festival di Groninga (2° per spareggio tecnico dietro a Liam Vrolijk).

Ha raggiunto il massimo rating FIDE in gennaio 2020, con 2601 punti Elo.